# War of Kings
War of Kings es una historieta estadounidense con un crossover ficcional,  escrita por Dan Abnett y Andy Lanning. Fue publicada por Marvel Comics, y ambientada en el Universo compartido principal de Marvel. 
Consistió de una serie limitada mensual de seis números que se publicó entre marzo y agosto de 2009.

## Historia
La historia trata de una guerra entre los imperios Vulcan y  Shi'Ar, y los imperios de los Inhumanos y los Kree.  Los Guardianes de la Galaxia, Nova Corps, Darkhawk y los Starjammers se involucran en diversas formas. El eslogan era "Cuando los reyes chocan, la galaxia temblará".
De forma promocional, el 18 de julio de 2008, Marvel.com publicó un artículo de noticias que ofrece una cubierta modificada del Emperador Vulcano con la frase "¿Quién gobernará?", acompañado del texto "Manténgase en sintonía con Marvel.com y prepárate para la respuesta exitosa en San Diego Comic-Con! (SDCC) En la SDCC se anunció que esto era parte de la preparación para War of Kings, una historia del espacio exterior, pero se centra e los caracteres de la familia X-Men, en lugar que las entidades cósmicas. La serie núcleo fue escrita por Dan Abnett y Andy Lanning y editada por Bill Rosemann
El evento originador de este cómic comenzó en diciembre de 2008  con los mini-serie X-Men: Kingbreaker, y continuó en la Invasión Secreta: War of Kings (enero de 2010) y War of Kings  # 1-6 (Mar - agosto de 2010). Abnett y Lanning ataron la serie principal en sus otros títulos, Guardianes de la Galaxia y Nova (vol 4). CB Cebulski escribió otros dos miniseries ligadas, War of Kings: Darkhawk y War of Kings. Resource el 15 de enero de 2009. También se lanzó una serie de Marvel Digital Comics llamada War of the Kings: Warriors por Christos Gage, de igual forma ligado a la historia principal, la cual contó con diferentes historias centradas en los personajes Gladiator, Blastaar, Lilandra y Crystal Estas cuatro historias fueron luego recogidas y publicadas como War of Kings: Warriors 1-2.

## Contenido

### Prólogo
Después de los acontecimientos de Secret Invasion, Rayo Negro y los Inhumanos, cansados de ser víctimas, que van desde sus creadores, los Kree, para reclamar el derecho a gobernar. Vulcan (Gabriel Summers), el hermano más joven loco de Cíclope (Scott Summers) y Havok (Alex Summers) que participan en 'expansión de los Shi'ar, Santuario del Padre Pío para invadir el imperio Kree. El primer número muestra las fuerzas del ataque Shi'ar durante la boda entre el cristal y Ronan el Acusador, que sirvió para unir a los Inhumanos y los Kree. Los Inhumanos respondieron inmediatamente, atacando los territorios Shi'ar en el próximo número.

### Series
Vulcan se embarca en una ambiciosa campaña para conquistar el universo a partir de la invasión Kree imperio. Gladiador (Kallark) y la Guardia Imperial Shi'ar llevan un asalto a los Inhumanos. Mientras Crystal y Ronan se casaban para unir los Inhumanos con los Kree, son atacados por Gladiador y la Guardia Imperial. Gladiador con fuerza Negro Arrow y lo derrota fácilmente con la ayuda de White Noise. La Guardia Imperial también captura Lilandra, ex emperatriz Shi'ar que se habían refugiado de los Kree. Ronan también sigue siendo gravemente herido al tratar de proteger a Crystal. Gladiador decide que los miembros de la Guardia Imperial han dejado claro su mensaje y se van. Medusa llora que los Shi'ar pagará con su sangre por lo que hicieron.
Gladiador y la Guardia Imperial chocan con los nuevos centuriones del Cuerpo Nova y derrota fácilmente. El primo de Gladiator, Xenith, le informa de que el emperador ordenó traer Lilandra de él. Gladiador desaparece inmediatamente, dejando Xenith para cuidar a los presos Nova, aunque muestra una clara aversión por su primo. Gladiador tiene dificultad para decidir entre obedecer o Vulcan proteger Lilandra de su furia. Posteriormente, la estrella Raiders Havok, ayudado por una división de los Guardianes de la Galaxia, atacar la nave Gladiador salvar Lilandra. Gladiador está perplejo por Mapache Cohete con la ayuda de Marvel Girl (Rachel Summers,), hasta que puedan averiguar sus trucos, vence a los Saqueadores Estelares y recaptura Lilandra antes de que fuera llevado a un lugar seguro. Lilandra Gladiador ruega que sobra, pero es detenido por un guardia que recuerda Gladiador órdenes de matar a Vulcan Lilandra y otros. Gladiador es persuadido por las palabras de Lilandra y mata al guardia, que dice ser fiel a ella.
Durante una batalla en la Chandilar planeta, Lilandra es asesinado por Darkhawk, que era propiedad de la maquinilla de afeitar. Gladiador está furioso y se desató contra los soldados de Vulcan. Después de enterarse de la muerte de Lilandra y que el plan para poner de nuevo en el trono de los Shi'ar falló, Rayo Negro decide utilizar una bomba-terrígeno contra las fuerzas de Vulcan especial, en la creencia de que la explosión iba a cambiar tanto los Kree que los Shi'ar en los Inhumanos. Negro parte Perno junto con la bomba, pero está unido por Vulcano, decidieron acabar con los Inhumanos. Después de una batalla feroz, Negro Arrow Vulcan derrota con un grito. Cristal y Lockjaw parecen llevar Rayo Negro antes de que estalle la bomba, pero Negro Arrow se agarraron y tirados al suelo por Vulcano. Mientras Cristal y trismo son teletransportados de distancia, la bomba explota, aparentemente matando a los dos reyes. En el planeta de los Shi'ar, Gladiador es aclamado por el pueblo como su nuevo emperador. Además, la explosión de la bomba se abrió una grieta en tessuno espacio y el tiempo se llama el fallo y la intención de los Guardianes de la Galaxia fue precisamente para evitar la creación del Rift. El ejército Shi'ar se rinde a los Inhumanos, pero el precio de la victoria es demasiado alto.

### La Hermandad del Raptor
Un ser llamado Talon, una armadura que lleva similar a la de Darkhawk, llega a la Tierra y le dice a Chris Powell (Darkhawk) que es miembro de un antiguo grupo llamado la Hermandad de la Raptor, que tenía la tarea de proteger el universo. Darkhawk y Talon son los últimos miembros de la Hermandad y Talon Chris promete enseñarle a controlar mejor la armadura de Darkhawk. Por desgracia para Chris, Talon mintió. Cuando Chris accede a la memoria de su armadura, se encuentra con que los de la Hermandad son los malos y Talon remueve la conciencia de Chris por la armadura, sustituyéndolo por el de Razor, el dueño original de la armadura.
Talon y Razor recuperaron la barra de control Annihilus cósmica de la Zona Negativa a entregar a Blastaar. La personalidad de Chris no se ha borrado por completo, y una visión de su padre le dice que lo que él creía en la armadura de Darkhawk era una ilusión de su mente. Aterrorizado, Chris es liberado de su prisión mental de encontrarse en un árbol con cientos de amuletos similares a la de su armadura y es atacado por criaturas similares a Gárgola. Talon y Razor entregan la barra de control rey cósmico Blastaar a cambio de su ayuda para influir en los acontecimientos de la guerra entre los Kree y Shi'ar.
Talon es de Vulcan, diciéndole que la Hermandad de la Raptor fue creado para servir al imperio Shi'ar y le advierte del golpe de Estado liderado por Lilandra Chandilar en el planeta. Razor aparece más adelante Chandilar, donde el Padre Pío Santuario del caos de la batalla entre los Raiders y las fuerzas de estrellas para matar Vulcan Lilandra justo antes de que Chris es finalmente capaz de recuperar el control de su cuerpo y la armadura. Gladiator, Darkhawk está convencido de que la asesina de Lilandra, ataca al héroe, pero Chris se las arregla para escapar de Chandilar.

### Nova
Los miembros del Cuerpo Nova recién reclutados y mal entrenados son derrotados fácilmente por la Guardia Imperial. Cuando el hermano de Richard Rider, Robbie, trata de salvar a los miembros del cuerpo de prisioneros Xenith, el primo mal de Gladiador, se encuentra en peligro. Richard y sus compañeros ahorran Robbie y la derrota Xenith. El grupo se ve amenazado por el rey Ricardo Blastaar y logra convencer a este último para que se vayan a cambio del control del planeta en el que se encontraban.

### Guardianes de la Galaxia
En un intento por detener el conflicto entre los Kree y Shi'ar, los Guardianes de la Galaxia se dividieron en dos grupos. El grupo de Rocket Raccoon trató de ayudar a los Raiders estrella Lilandra que informe sobre el trono de los Shi'ar mientras que el grupo de Star-Lord pide los Inhumanos dejar de luchar, pero ninguno de los grupos se realiza correctamente.

## Secuela
Tras el final de War of Kings, en agosto de 2009 se publica War of Kings: Who Will Rule? que sirve tanto como un epílogo a War of Kings como ser una vista previa de la historieta posterior Realm of Kings.
Realm of Kings comenzó con una historieta homónima de una sola vez en noviembre de 2009 y continuó con tres miniseries: Realm of Kings: Inhumans, Realm of Kings: Imperial Guard e Realm of Kings: Son of Hulk. Cómo War of Kings,  incluso Nova y Guardianes de la Galaxia han tenido los números relacionados con el evento en Nova #31-35 y Guardians of the Galaxy #20-24.

### Revisiones
- Reviews: War of Kings #1, Comic Book Resources
- War of Kings #1 Review, Comics Bulletin
- Reviews: War of Kings #2, Comic Book Resources
- War of Kings #2 Review, Comics Bulletin
- Reviews: War of Kings: Darkhawk #1, Comic Book Resources
- War of Kings: Darkhawk #1 Review, Comics Bulletin
- Advance Review of War of Kings: Darkhawk #2, Comics Bulletin

- Datos: Q7968656